# Association Aéronautique et Astronautique de France
Association Aéronautique et Astronautique de France (3AF) — це французька аеронавтична та астронавтична асоціація. Вона була заснована в 1971 році.
На 3AF представлені науковці, виробники продуктів, постачальники послуг та інші глобальні цивільні та військові аерокосмічні фахівці. Штаб-квартира організації знаходиться в Парижі.

## Відомі учасники
- Поль Андре, французький архітектор
- Жан-Франсуа Клервуа, французький астронавт, який працює в ESA
- Юбер Кюрієн, французький фізик і ключова фігура європейської наукової політики
- Політехнічний інститут передової науки, школа аеронавігації та аерокосмічної техніки